# Joch
Joch (catalansk: Jóc) er en by og kommune i departementet Pyrénées-Orientales i Sydfrankrig.

## Geografi
Joch ligger 38 km vest for Perpignan. Nærmeste byer er mod vest Finestret(2 km), mod nord Vinça (4 km) og mod øst Rigarda (2 km).

## Demografi

### Udvikling i folketal
| 1962                                                              | 1968 | 1975 | 1982 | 1990 | 1999 | 2007 | 2015 | 2017 |
| ----------------------------------------------------------------- | ---- | ---- | ---- | ---- | ---- | ---- | ---- | ---- |
| 171                                                               | 160  | 122  | 124  | 135  | 146  | 222  | 268  | 265  |
| Tal fra og med 1962 er uden dobbelttælling (sans doubles comptes) |      |      |      |      |      |      |      |      |